# Петруха Остап Йосипович
Оста́п Йо́сипович Петру́ха (1 жовтня 1904 року — 7 листопада 1981 року) — радянський і український ентомолог, фахівець із комах — шкідників цукрового буряку і культивованих бобових. Професор, зав. відділом ентомології Інституту біоенергетичних культур і цукрових буряків. Лауреат Державної премії УРСР.

## Біографія
О. Й. Петруха народився у 1904 році. Закінчивши Білоцерківський сільськогосподарський інститут, він працював на дослідних станціях у Києві та Білій Церкві. Уже на другий день німецько-радянської війни він став до лав Червоної армії. У званні лейтенанта командував чотою боєпостачання батареї 76-мм гармат. Після демобілізації Остап Йосипович з 1948 року і до кінця життя завідував відділом ентомології Інституту цукрових буряків (нині — Інститут біоенергетичних культур i цукрових буряків). Учений захистив кандидатську і докторську (1965) дисертації.
У 1981 Остап Йосипович Петруха помер.

## Наукова та науково-педагогічна діяльність
Основний напрямок науково-дослідної роботи О. Й. Петрухи — вивчення тварин-шкідників цукрового буряку та бобових. Як керівник та учасник, він працював над створенням систем захисту цих культур. Зокрема, розроблено і впроваджено малооб'ємне обприскування рослин, випробувані й рекомендовані нові інсектициди і техніка їхнього застосування проти бурякових довгоносиків, попелиць, шкідників — мешканців ґрунту. Фундаментальні дослідження проведені щодо вивчення видового складу бульбочкових довгоносиків та розробки заходів боротьби з ними. За участь у підготовці тритомної монографії «Вредители сельскохозяйственных культур и лесных насаждений» (укр. Шкідники сільськогосподарських культур і лісових насаджень) (Киев, Урожай, 1973—1975) він разом з іншими її авторами відзначений Державною премією УРСР (1976).
У творчому доробку професора — понад 250 наукових праць. Він підготував 15 кандидатів і доктора наук. Серед його учнів — академік НАН України, президент Українського ентомологічного товариства В. П. Федоренко.

## Основні праці
- Шкідники конюшини. Харків, 1931. — 40 с.
- Вплив строків посіву гороху на пошкодження його головнішими шкідниками// Боротьба з шкідниками с.-г. рослин. К.:, 1937, № 4, с. 18–24.
- Шкідники богаторічних трав та заходи боротьби з ними. В зб.: Багаторічні бобові трави в зоні бурякосіяння. — К.: 1941, с. 7–11.
- Серый свекловичный долгоносик: (биология, экология и меры борьбы). — М.: Пищепромиздат, 1947 [У співавторстві з А. П. Бутовським].
- Применение препаратов ДДТ и гексахлорана для борьбы с вредителями сельскохозяйственных культур. 1949
- Свекловичный долгоносик. 1949
- Шкідники бобових рослин та заходи боротьби з ними. Ч. 1. Київ, 1949 [у співавторстві з О. П. Кришталем].
- Озимая совка и меры борьбы с ней. 1950
- Вредители и болезни сахарной свеклы. 1952
- Поширення бульбочкових довгоносиків Sitona Germ і їх кормові зв'язки. — В кн. Проблеми ентомології в Україні. — Київ, 1956, с. 202—203.
- Формирование фауны клубеньковых долгоносиков рода Sitona Germ. // Вопросы экологии. Т. VII. — М.: Высшая школа, 1962, с. 135—137.
- Клубеньковые долгоносики рода Sitona Germ. (Curculionidae, Coleoptera) фауны СССР, вредящие бобовым растениям // Автореф. дисс. докт. биол. наук. К.: Укр. с.-х. акад., 1965. — 40 с.
- Клубеньковые долгоносики рода Sitona Germ. (Curculionidae, Coleoptera) фауны СССР, вредящие бобовым культурам. — Ленинград: Наука, Ленинг. отделение, 1969. — 256 с.
- Методика выявления учета и прогноза вредителей и болезней зернобобовых культур и кормовых бобовых трав и сигнализации сроков борьбы с ними. М.: Колос. — 1970. — 46 с.
- Клубеньковые долгоносики // Защита растений, 1970, № 6, с. 24–26.
- Влияние хемостерилизаторов на плодовитость обыкновенного свекловичного долгоносика. В кн.: Основные выводы н.-и. работ ВНИС по сахарной свекле за 1968 г. К., 1972, с. 413—416 [у співавторстві з Бичук Ю. П., Проценко Л. Д.].
- Свекловичная блошка // Защита растений, 1978, № 8, с. 52–54 [у співавторстві з Бичук Ю. П., Резник В. Н.].
- Агротехника в борьбе с вредителями // Сахарная свекла. 1980, № 2, с. 29–33.
- Долгоносики / В кн. "Вредители сельскохозхяйственных культур и лесных насаждений. Т. 2. — Киев, Урожай, 1988, с. 80–146 [у співавторстві з Н. Д. Глобовою, В. М. Стовпчатим, С. В. Воловником].